# División de Honor de fútbol sala 2008-09
La temporada 2008-09 de División de Honor fue la 20.ª edición de la máxima competición de la Liga Nacional de Fútbol Sala española. Se disputó entre el 26 de agosto de 2008 y el 19 de junio de 2009. La liga contó con 15 participantes y un sistema basado en fase regular más fase final, en el que los ocho primeros disputarían el título de campeón y el último descendía a División de Plata.
El torneo se vio afectado por la difícil situación económica de algunos clubes, que tuvieron que renunciar a División de Honor por no poder asumir los costes de participación. Por un lado, el Valencia FS renunció a su plaza por la retirada de su patrocinador. Por otro, el Móstoles 2008 se retiró al entrar en bancarrota. El UD Tres Cantos que consiguió ascender a División de Honor también renunció a su recién adquirida plaza. Con estas tres renuncias, el proyecto de la LNFS de aumentar la División de Honor de 16 a 18 equipos fracasó y la temporada se jugó con solo 15 equipos.
Por otra parte, algunos equipos también tuvieron problemas en el transcurso de la temporada. Interviú Fútbol Sala firmó con Movistar un acuerdo de patrocinio poco después de que su anterior sponsor, el grupo inmobiliario Fadesa, entrara en suspensión de pagos. La situación fue más complicada para el Futsal Cartagena, que estuvo a punto de no terminar la temporada después de que su patrocinador, la constructora Peinsa, no pudiera hacer frente a los pagos de patrocinio.
El campeón fue ElPozo Murcia Turística, que batió en la final a Inter Movistar.

## Campeonato

### Liga regular
| Puesto | Equipo                          | Ptos | J  | G  | E | P  | GF  | GC  | DG  | Nota                         |
| ------ | ------------------------------- | ---- | -- | -- | - | -- | --- | --- | --- | ---------------------------- |
| 1      | ElPozo Murcia Turística         | 65   | 28 | 20 | 5 | 3  | 120 | 76  | +44 | Fase final                   |
| 2      | Inter Movistar                  | 60   | 28 | 18 | 6 | 4  | 108 | 71  | +37 | Fase final                   |
| 3      | FC Barcelona Mobicat            | 53   | 28 | 16 | 5 | 7  | 92  | 56  | +36 | Fase final                   |
| 4      | Lobelle de Santiago             | 47   | 28 | 14 | 5 | 9  | 99  | 90  | +9  | Fase final                   |
| 5      | Benicarló Aeroport Castelló     | 45   | 28 | 13 | 6 | 9  | 72  | 62  | +10 | Fase final                   |
| 6      | Tien 21 Punctum Millenium Pinto | 45   | 28 | 15 | 0 | 13 | 93  | 90  | +3  | Fase final                   |
| 7      | Caja Segovia FS                 | 43   | 28 | 13 | 4 | 11 | 90  | 72  | +18 | Fase final                   |
| 8      | MRA Navarra                     | 38   | 28 | 11 | 5 | 12 | 91  | 88  | +3  | Fase final                   |
| 9      | Azkar Lugo FS                   | 37   | 28 | 11 | 4 | 13 | 80  | 95  | +5  |                              |
| 10     | Futsal Cartagena                | 36   | 28 | 10 | 6 | 12 | 93  | 97  | -4  |                              |
| 11     | Carnicer Torrejón               | 29   | 28 | 9  | 2 | 17 | 97  | 115 | -18 |                              |
| 12     | Playas de Castellón FS          | 28   | 28 | 8  | 4 | 16 | 65  | 94  | -29 |                              |
| 13     | Gestesa Guadalajara             | 27   | 28 | 8  | 3 | 17 | 85  | 104 | -19 |                              |
| 14     | Marfil Santa Coloma             | 24   | 28 | 6  | 6 | 16 | 71  | 101 | -30 |                              |
| 15     | Fisiomedia Manacor              | 21   | 28 | 6  | 3 | 19 | 83  | 128 | -45 | Descenso a División de Plata |

Ascienden a División de Honor 2009/10: Arcebansa Chint Zamora y Sala 10 Zaragoza.

### Fase final
|  | Cuartos de final                            | Cuartos de final                            |                              |                           | Semifinales                                 | Semifinales                                 |  |                           | Final                                  | Final                                  |  |
|  | 15 de mayo - 24 de mayo Mejor de 3 partidos | 15 de mayo - 24 de mayo Mejor de 3 partidos |                              |                           | 29 de mayo - 6 de junio Mejor de 3 partidos | 29 de mayo - 6 de junio Mejor de 3 partidos |  |                           | 12 de junio - 19 de junio Ida y vuelta | 12 de junio - 19 de junio Ida y vuelta |  |
|  |                                             |                                             |                              |                           |                                             |                                             |  |                           |                                        |                                        |  |
|  |                                             |                                             |                              |                           |                                             |                                             |  |                           |                                        |                                        |  |
|  | 1 ElPozo Murcia Turística                   | 2                                           |                              |                           |                                             |                                             |  |                           |                                        |                                        |  |
|  | 1 ElPozo Murcia Turística                   | 2                                           |                              |                           |                                             |                                             |  |                           |                                        |                                        |  |
|  | 8 MRA Navarra                               | 0                                           |                              |                           |                                             |                                             |  |                           |                                        |                                        |  |
|  | 8 MRA Navarra                               | 0                                           |                              | 1 ElPozo Murcia Turística | 2                                           |                                             |  |                           |                                        |                                        |  |
|  |                                             |                                             |                              | 1 ElPozo Murcia Turística | 2                                           |                                             |  |                           |                                        |                                        |  |
|  |                                             |                                             | 4 Lobelle de Santiago        | 0                         |                                             |                                             |  |                           |                                        |                                        |  |
|  | 4 Lobelle de Santiago                       | 2                                           | 4 Lobelle de Santiago        | 0                         |                                             |                                             |  |                           |                                        |                                        |  |
|  | 4 Lobelle de Santiago                       | 2                                           |                              |                           |                                             |                                             |  |                           |                                        |                                        |  |
|  | 5 Benicarló Aeroport Castelló               | 1                                           |                              |                           |                                             |                                             |  |                           |                                        |                                        |  |
|  | 5 Benicarló Aeroport Castelló               | 1                                           |                              |                           |                                             |                                             |  | 1 ElPozo Murcia Turística | 2                                      |                                        |  |
|  |                                             |                                             |                              |                           |                                             |                                             |  | 1 ElPozo Murcia Turística | 2                                      |                                        |  |
|  |                                             |                                             | 2 Inter Movistar             | 0                         |                                             |                                             |  |                           |                                        |                                        |  |
|  | 2 Inter Movistar                            | 2                                           | 2 Inter Movistar             | 0                         |                                             |                                             |  |                           |                                        |                                        |  |
|  | 2 Inter Movistar                            | 2                                           |                              |                           |                                             |                                             |  |                           |                                        |                                        |  |
|  | 7 Caja Segovia FS                           | 1                                           |                              |                           |                                             |                                             |  |                           |                                        |                                        |  |
|  | 7 Caja Segovia FS                           | 1                                           |                              | 2 Inter Movistar          | 2                                           |                                             |  |                           |                                        |                                        |  |
|  |                                             |                                             |                              | 2 Inter Movistar          | 2                                           |                                             |  |                           |                                        |                                        |  |
|  |                                             |                                             | 6 Tien 21 P. Millenium Pinto | 1                         |                                             |                                             |  |                           |                                        |                                        |  |
|  | 3 FC Barcelona Mobicat                      | 0                                           | 6 Tien 21 P. Millenium Pinto | 1                         |                                             |                                             |  |                           |                                        |                                        |  |
|  | 3 FC Barcelona Mobicat                      | 0                                           |                              |                           |                                             |                                             |  |                           |                                        |                                        |  |
|  | 6 Tien 21 P. Millenium Pinto                | 2                                           |                              |                           |                                             |                                             |  |                           |                                        |                                        |  |
|  | 6 Tien 21 P. Millenium Pinto                | 2                                           |                              |                           |                                             |                                             |  |                           |                                        |                                        |  |
|  |                                             |                                             |                              |                           |                                             |                                             |  |                           |                                        |                                        |  |

| Campeón de la Liga Nacional de Fútbol Sala |
| ------------------------------------------ |
| ElPozo Murcia Turística Cuarto título      |

## Goleadores
| Puesto | Jugador     | Equipo                  | Goles |
| ------ | ----------- | ----------------------- | ----- |
| 1      | Wilde       | ElPozo Murcia Turística | 46    |
| 2      | Schumacher  | Inter Movistar          | 37    |
| 3      | Fernandao   | FC Barcelona Mobicat    | 34    |
| 3      | Fernandinho | Azkar Lugo FS           | 34    |
| 5      | Vinicius    | ElPozo Murcia Turística | 32    |
| 6      | Jaison      | Carnicer Torrejón       | 29    |
| 7      | Carlinhos   | Lobelle de Santiago     | 27    |
| 7      | Cogorro     | Gestesa Guadalajara     | 27    |
| 9      | Charlie     | Gestesa Guadalajara     | 23    |
| 9      | Eka         | Lobelle de Santiago     | 23    |